# Octamyrtus behrmannii
Octamyrtus behrmannii är en myrtenväxtart som beskrevs av Friedrich Ludwig Diels. Octamyrtus behrmannii ingår i släktet Octamyrtus och familjen myrtenväxter. Inga underarter finns listade i Catalogue of Life.